# Voinigești
Voinigești – wieś w Rumunii, w okręgu Gorj, w gminie Bălești. W 2011 roku liczyła 145 mieszkańców.